# Пансион (гостиница)

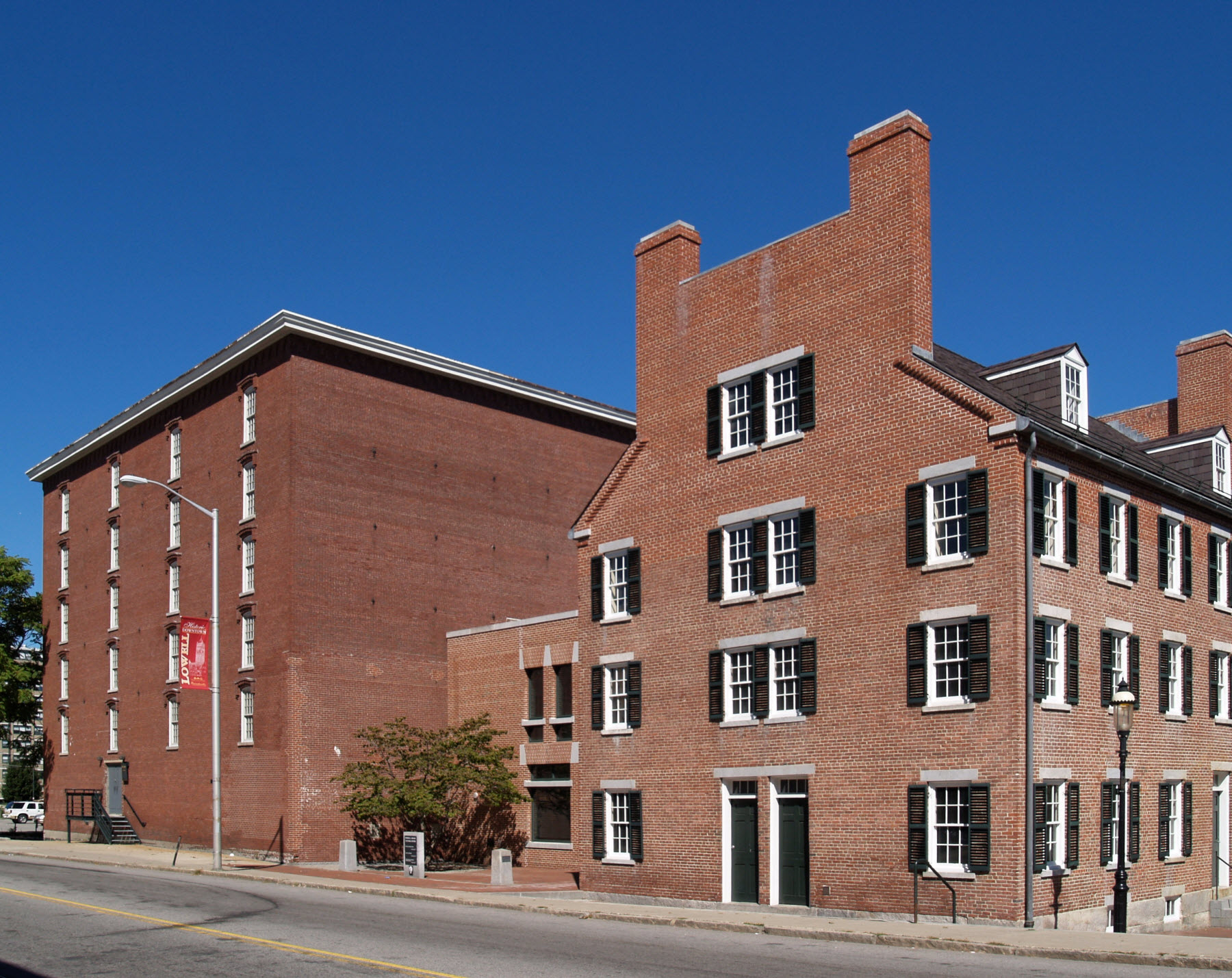
Один из последних оставшихся пансионов текстильной фабрики в Лоуэлле, штат Массачусетс

Пансион (фр. pension от лат. pensio — «платеж, арендная плата») — вид небольшой гостиницы семейного характера (часто семейный дом), в которой постояльцы арендуют одну или более комнат в течение одной или нескольких ночей, а иногда и в течение длительных периодов недель, месяцев и лет. Помимо общего обслуживания жилых помещений, могут быть предоставлены дополнительные услуги, такие как стирка, уборка, питание. Как правило, пансионы работают по принципу «постель и завтрак» (англ. bed and board), то есть, предоставляют жилье и питание. «Меблированные комнаты» (англ. lodging house, также известные в Соединенных Штатах как англ. rooming house), как правило, не предлагают питание. Квартиранты юридически получают право на использование арендованной комнаты, но не исключительное владение, таким образом, владелец сохраняет право на доступ.

## История
Пансионаты были обычным явлением в большинстве городов США на протяжении XIX и первой половины XX веков. Первые пансионы предоставляли услуги стирки и приема пищи. Пансионаты часто встречались в английских приморских городах (для туристов) и городских колледжах (для студентов). Со временем появились пансионы (преимущественно в Великобритании, США, Канаде и Австралии), которые могли предложить несколько концепций размещения: постель и завтрак, «полупансион» (постель, завтрак и ужин) и «полный пансион» (постель, завтрак, обед и ужин). Длительное пребывание в таких заведениях обычно считалось редкостью. Некоторые пансионаты в Великобритании стали размещать на долгосрочной основе постояльцев у которых не было доступного социального жилья, и которым местные власти по закону обязаны предоставить проживание. Эквиваленты британских пансионатов концепции «постель и завтрак» существуют и в других частях мира, например, в Японии, минсуку являются почти точным их аналогом.